# 克氏細鰨
克氏細鰨為輻鰭魚綱鰈形目鰨亞目鰨科的其中一種，為熱帶淡水魚，分布於亞洲及大洋洲新幾內亞南部、澳洲北領地淡水、半鹹水水域，體長可達7公分，棲息在沙泥底質底層水域、河口區，生活習性不明。

## 扩展阅读
維基物種上的相關：克氏細鰨